# Danbury (Essex)
Pour les articles homonymes, voir Danbury.
Danbury est un village de la Cité de Chelmsford dans l’Essex, en Angleterre.